# Ватанабэ, Дзиро
Дзиро Ватанабэ (род. 16 марта 1955 года в Осаке) — бывший японский боксёр. Ватанабэ участвовал в поединках только в Японии и Южной Корее, был одним из первых чемпионов мира во второй наилегчайшей весовой категории.

## Биография
До бокса Ватанабэ имел опыт участия в турнирах по каратэ.

### Профессиональная боксёрская карьера
Он начал свою профессиональную боксёрскую карьеру победой нокаутом после трёх раундов в бою с Кейдзой Миядзаки в Окаяме. Затем последовали две победы в первом раунде, одна над Юкихиро Кавахирой, а другая — над Нобуру Ииси. Затем последовал матч-реванш с Ииси, и, хотя во второй раз соперник оказал Ватанабэ более жёсткое сопротивление, Ватанабэ всё же вышел из боя победителем, нокаутировав соперника в шестом раунде.
Затем последовали ещё три нокаута, два из них — в первом раунде, в том числе один — в бою с Кодзи Кобаяси, братом бывшего чемпиона мира Рояла Кобаяси. Затем Ватанабэ впервые провёл полный поединок против Джин Хён Чуна в Нагое, Ватанабэ выиграл по решению судей.
После ещё двух побед по решению судей Ватанабэ вылетел в Южную Корею, где бросил вызов чемпиону мира во втором легчайшем весе Ким Чхоль Хо. Ватанабэ проиграл в своём первом бою за титул чемпиона мира по решению судей. Затем Ватанабэ вернулся в Японию и выиграл ещё четыре боя до конца 1981 года, три из которых — нокаутом. Одним из боксёров, которых он победил, был Тито Абелла, который к тому времени считался претендентом номер один на титул чемпиона во втором легчайшем весе. Абелла был нокаутирован в четвёртом раунде.

#### Чемпионский бой с Рафаэлем Педросой
В апреле 1982 года чемпион мира по версии WBA во втором легчайшем весе Рафаэль Педроса из Панамы, двоюродный брат Эусебио Педросы, отправился в Осаку, чтобы защитить свой пояс в бою против Ватанабэ, назначенном на 8 апреля. Ватанабэ выиграл единогласным решением и стал чемпионом мира.
Остальные бои Ватанабе до конца 1982 года проходили в рамках защиты титула против бывших чемпионов мира, аргентинца Густаво Бальяса (нокаутирован в девятом раунде) и Содзи Огумы (нокаутирован в 12-м раунде).
1983 год стал для Ватанабэ насыщенным: он победил перуанца Луиса Ибаньеса нокаутом в восьмом раунде, мексиканца Роберто Рамиреса по решению судей и Сун Чун Квона техническим нокаутом в 11-м раунде. Ватанабэ значительно опережал по очкам Квона, но в десятом раунде их головы столкнулись, что привело к рассечению на голове Ватанабэ. Он обильно истёк кровью, и врач приказал прекратить бой в 11-м раунде. Поскольку было решено, что порез стал результатом удара головой, исход боя решили судьи, и Ватанабэ был объявлен победителем.
В 1984 году Ватанабэ победил другого претендента, венесуэльца Селсо Чавеса, нокаутировав его в 15-м раунде.

#### Объединительный бой с Паяо Поонтаратом
В 1984 году Ватанабэ и чемпион мира по версии WBC Паяо Поонтарат встретились в бою за два титула чемпиона мира во втором легчайшем весе. Ватанабэ завоевал пояс WBC, победив по решению судей, в итоге стал абсолютным чемпионом мира.
Из-за того, что Ватанабэ не защитил титул WBA в бою против обязательного претендента Кхаосаи Галакси, WBA лишила Ватанабэ пояса. Последовал немедленный матч-реванш, и Ватанабэ вернул себе титул, нокаутировав бывшего чемпиона мира в 11-м раунде.
В 1985 году он сохранил титул по решению судей в бою с Хулио Сото Солано. За этим последовали победы над Кацуо Кацумой (нокаут в седьмом раунде) и Сук Хван Юном (нокаут в пятом раунде).

#### Бой с Гильберто Романом
В 1986 году он защищал титул в бою с Гильберто Романом. Он проиграл Роману по решению судей 12 и объявил о своём уходе из профессионального бокса. В отличие от многих других, он избежал соблазна вернуться и попытаться вернуть свою былую популярность.
Вакантный пояс WBA после Ватанабэ перешёл Галакси. Он выиграл бой за вакантный титул против Эусебио Эспиналя, впоследствии он защищал свой титул 19 раз подряд перед уходом со спорта.

### После окончания карьеры
В 1999 году в Сеуле Ватанабэ появился на мероприятии по награждению величайших чемпионов Азии по боксу, на мероприятии присутствовали в том числе Файтинг Харада, Чан Джон Гу, Ёко Гусикэн, Сот Читалада и бывшие соперники Ватанабэ, Ким Чхоль Хо и Поонтарат.

### Скандалы
В августе 1995 года он был арестован за шантаж. Он управлял импортным бизнесом в Осаке и угрожал должникам, говоря, что он изобьёт их до смерти. Полиция приостановила судебное разбирательство по этому вопросу, в итоге он был освобожден.
В октябре 1999 года он был арестован за то, что передал оружие другу, который был привлечён к ответственности за убийство. В июле 2000 года он был приговорён к 4 годам и 6 месяцам тюремного заключения.
Спустя три года после освобождения, 30 июня 2007 года он был арестован за шантаж в соучастии с Кэндзи Хагой, бывшим актёром и якудзой клана Ямагути-гуми. Он отрицал это обвинение, тем не менее Японская боксёрская комиссия исключила его из своих рядов 27 июля 2007 года.